# سفدبيرج (وحدة)

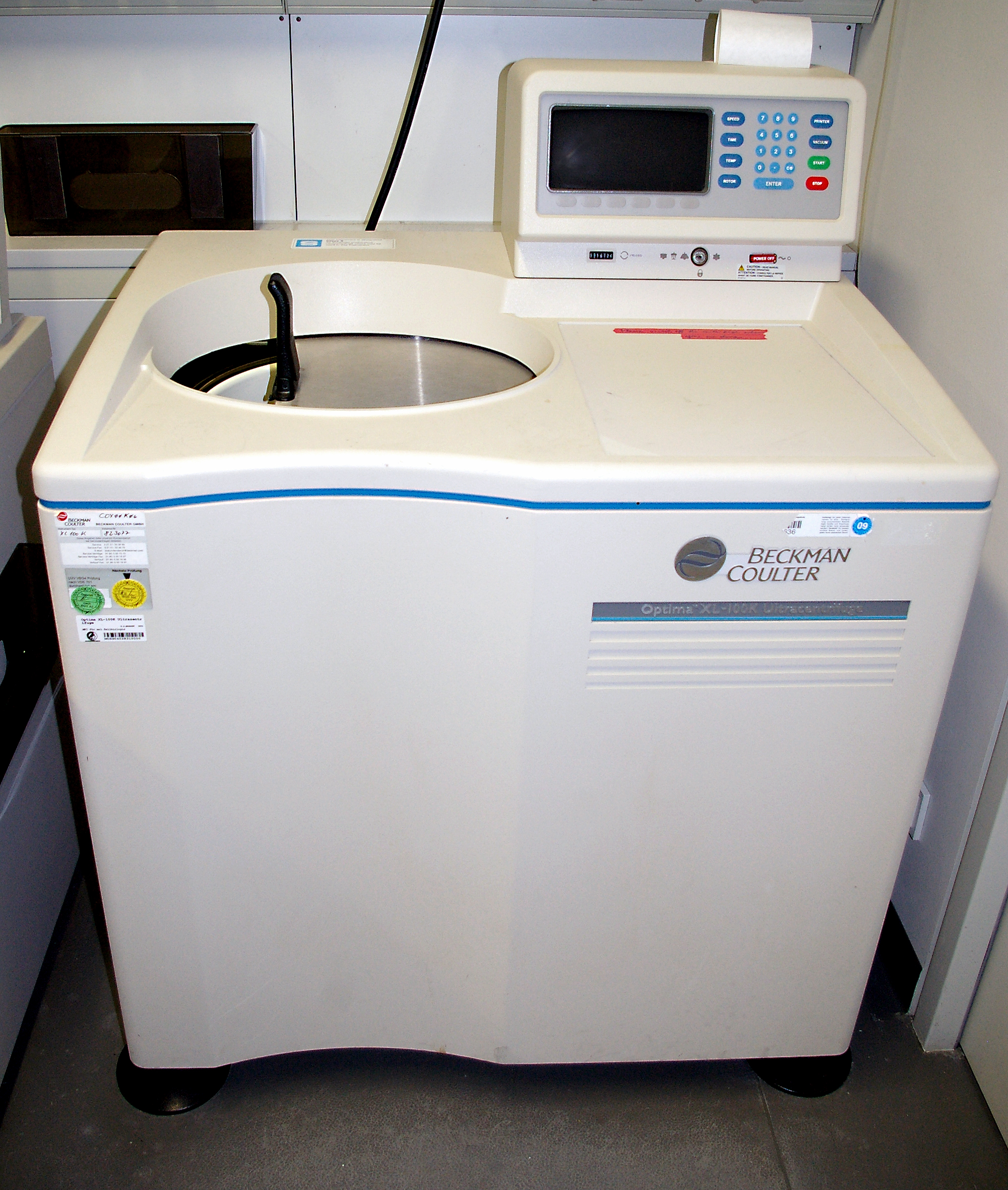
جهاز المركزية الطاردة فائقة السرعة.

وحدة سفيدبرج Svedberg (الرمز S ، أحيانًا Sv ) هي وحدة قياس لا تتبع النظام الدولي لوحدات القياس لمعاملات الترسيب . تقدم وحدة سفيدبرغ مقياسًا لحجم الجسيم بشكل غير مباشر بناءً على معدل الترسيب تحت التسارع (أي مدى سرعة استقرار الجسيم ذي الحجم والشكل المعينين في قاع المحلول ). وحدة سفيدبرج هو مقياس للوقت ، يُعرَّف بأنه بالضبط 10−13 ثانية .
بالنسبة للجزيئات البيولوجية والعضيات الخلوية مثل الريبوسومات ، يتم قياس معدل الترسيب عادةً على أنه معدل الانتقال في أنبوب الطرد المركزي الخاضع لقوة g عالية.
يختلف سفيدبرج (S) عن وحدة sverdrup التي لا تتبع نظام وحدات SI والتي تستخدم أيضًا الرمز Sv.

## التسمية
سميت الوحدة على اسم الكيميائي السويدي ثيودور سفيدبرج (1884–1971) ، الحائز على جائزة نوبل عام 1926  في الكيمياء لعمله على أنظمة التشتت والغرويات واختراعه النابذة الفائقة [ نظام الطرد المركزي].

## العوامل
معامل سفيدبرج هو دالة غير خطية. كتلة الجسيم وكثافته وشكله ستحدد قيمته بواسطة قيمة S. تعتمد قيمة S على قوى الاحتكاك التي تؤخر حركتها ، والتي بدورها مرتبطة بمتوسط مساحة المقطع العرضي للجسيم.
معامل الترسيب هو نسبة سرعة مادة في جهاز طرد مركزي إلى تسارعها في وحدات مماثلة. مادة ذات معامل ترسيب 26S ستنتقل بسرعة 26 ميكرومتر في الثانية (26×10−6 m/s) تحت تأثير عجلة مليون جاذبية (107 متر / ثانية2 ).  تسارع الطرد المركزي معطى بالصيغة rω2 ؛ حيث r هي المسافة الشعاعية من محور الدوران و ω هي السرعة الزاوية بالتقدير الدائري في الثانية.
تميل الجسيمات الأكبر إلى الترسب بشكل أسرع وبالتالي يكون لها قيم سفيدبرج أعلى.
وحدات سفيدبرج ليست مضافة (أي لا يجب أضافتها مع بعضها البعض ) بشكل مباشر لأنها تمثل معدل ترسيب وليس وزنًا.

## الاستخدام
في الطرد المركزي للأنواع البيوكيميائية الصغيرة ، تم تطوير اتفاق يتم فيه التعبير عن معاملات الترسيب بوحدات سفيدبرج.
- يعتبر سفيدبرج أهم مقياس يستخدم لتمييز الريبوسومات . تتكون الريبوسومات من وحدتين فرعيتين معقدتين ، تتضمن كل منهما مكونات الرنا الريباسي والبروتين . في بدائيات النوى (بما في ذلك البكتيريا) ، تسمى الوحدات الفرعية 30S و 50S طبقا "لحجمها" في وحدة سفيدبرج. تتكون هذه الوحدات الفرعية من ثلاثة أشكال من الرنا الريباسي : 16S و 23S و 5S والبروتينات الريبوسومية .[2]
- بالنسبة للريبوسومات البكتيرية ، ينتج عن الطرد المركزي الفائق للريبوسومات السليمة ( 70S ) وكذلك الوحدات الفرعية الريبوسومية المنفصلة والوحدة الفرعية الكبيرة ( 50S ) والوحدة الفرعية الصغيرة ( 30S ). توجد في داخل الخلايا الريبوسومات عادةً كمزيج من الوحدات الفرعية المرتبطة والمنفصلة. تترسب أكبر الجسيمات (الريبوسومات الكاملة) بالقرب من قاع الأنبوبيات ، بينما تظهر الجسيمات الأصغر (الوحدات الفرعية 50S و 30S المفصولة) في الأجزاء العليا.[2]

## أنظر أيضا
- معامل الترسيب
- الطرد المركزي التفاضلي

## الحواشي
1. ↑  1 G=9.8 m/s2, i.e. approx 10 m/s2; A million G = 106 x 10 = 107 m/s2]